# Rhodoneura
Rhodoneura is een soortenrijk geslacht van vlinders uit de familie van de venstervlekjes (Thyrididae). De wetenschappelijke naam van het geslacht is in 1857 gepubliceerd door Achille Guenée. De typesoort is Rhodoneura pudicula Guenée.
Deze kleine nachtvlinders komen voor in tropische en subtropische gebieden in Zuid-Amerika, Afrika, Azië en Oceanië.

## Soorten
- R. abacha Whalley, 1971
- R. acaciusalis (Walker, 1859)
- R. acutalis (Walker, 1866)
- R. acygoniata Hampson, 1906
- R. albiferalis (Walker, 1866)
- R. alternata (Moore, 1888)
- R. allocota (West, 1932)
- R. anastomosalis (Pagenstecher, 1892)
- R. angustifascia (Warren, 1897)
- R. angustifasciata Gaede, 1922
- R. anticalis (Walker, 1866)
- R. arcuata (Pagenstecher, 1892)
- R. argentalis (Walker, 1866)
- R. astrodora (Meyrick, 1897)
- R. atriclathrata (Warren, 1896)
- R. atripunctalis (Walker, 1866)
- R. atristrigulalis Hampson, 1896
- R. aurata (Butler, 1882)
- R. basalis (Warren, 1906)
- R. bastialis (Walker, 1859)
- R. bibacula Chu & Wang, 1992
- R. bimelasma Chu & Wang, 1992
- R. bipuncta Hampson, 1893
- R. bivittata Moore, 1883
- R. bracteata Hampson, 1893
- R. bullifera (Warren, 1896)
- R. candidatalis Swinhoe, 1905
- R. capotona Swinhoe, 1903
- R. carneola (Felder, Felder & Rogenhofer, 1875)
- R. cellulata (Warren, 1908)
- R. citrina (Hampson, 1897)
- R. colorifera (Warren, 1907)
- R. commanotata (Warren, 1899)
- R. comparalis (Warren, 1908)
- R. complicatalis (Warren, 1897)
- R. corticina (Pagenstecher, 1892)
- R. crossosticha Turner, 1911
- R. cuprea (Butler, 1882)
- R. cuprealis Hampson, 1893
- R. curvilinea (Warren, 1896)
- R. curvistriga (Warren, 1908)
- R. curvita Chu & Wang, 1992
- R. changuinola Schaus, 1913
- R. chrysothalama Meyrick, 1934
- R. decoratalis (Warren, 1896)
- R. dimidiata Forbes, 1942
- R. discopis Hampson, 1910
- R. disjuncta (Gaede, 1929)
- R. disparalis Hampson, 1893
- R. elegantula Viette, 1957
- R. elongatalis Hampson, 1897
- R. emblicalis (Moore, 1888)
- R. erecta (Leech, 1889)
- R. erubrescens Warren, 1908
- R. erythroides (West, 1932)
- R. fallax (Warren, 1896)
- R. fasciata (Moore, 1888)
- R. ferreiceps Hampson, 1914
- R. ferrugata (Warren, 1907)
- R. ferruginea (Pagenstecher, 1892)
- R. ferruginosa Hampson, 1906
- R. figurata (Warren, 1904)
- R. flavicilia Hampson, 1906
- R. fulviceps (Felder, Felder & Rogenhofer, 1875)
- R. fumiceps (Warren, 1906)
- R. funesta (Warren, 1908)
- R. fuscusa Chu & Wang, 1992
- R. gilva Hampson, 1914
- R. glaphyralis Hampson, 1893
- R. gracilis (Möschler, 1881)
- R. grisa Chu & Wang, 1992
- R. guttula (Pagenstecher, 1892)
- R. guttulosa (Warren, 1905)
- R. hebra Swinhoe, 1895
- R. hemibruna Chu & Wang, 1992
- R. heterogenalis Caradja, 1925
- R. hieroglyphica (Warren, 1899)
- R. hoenei Gaede, 1932
- R. hypargyra Hampson, 1893
- R. hyphaema (West, 1932)
- R. hypostilpna Turner, 1941
- R. illustrata (Warren, 1908)
- R. interalbicans (Warren, 1897)
- R. intermedia (Warren, 1908)
- R. kirrhosa Chu & Wang, 1992
- R. lacteguttata (Warren, 1904)
- R. lactiguttata Hampson, 1910
- R. lacunosa Whalley, 1971
- R. lepida (Warren, 1908)
- R. leptiphoralis Caradja, 1925
- R. leucosticta Hampson, 1906
- R. lilacina (Warren, 1905)
- R. limatula Whalley, 1967
- R. lipara (West, 1932)
- R. lucida (Warren, 1907)
- R. lunula (Felder, Felder & Rogenhofer, 1875)
- R. marojejy Viette, 1960
- R. melanostigmalis Swinhoe, 1895
- R. melilialis Swinhoe, 1900
- R. mellea (Saalmüller, 1881)
- R. melli Gaede, 1917
- R. mescememna Dyar, 1914
- R. mesosticta Hampson, 1914
- R. midfascia Chu & Wang, 1992
- R. mixisa Chu & Wang, 1992
- R. molecula (Dyar, 1914)
- R. molybditis Turner, 1915
- R. mollicellalis Swinhoe, 1905
- R. mollis (Warren, 1896)
- R. moorei (Warren, 1908)
- R. multifasciata (Warren, 1900)
- R. multifenestrata (Warren, 1896)
- R. multiguttata (Hampson, 1906)
- R. multipunctata Hampson, 1893
- R. naevina Moore, 1888
- R. nana (Warren, 1898)
- R. neapolitana (Warren, 1906)
- R. nebulosa (Warren, 1889)
- R. nephelopera Hampson, 1906
- R. nigralbata (Warren, 1908)

- R. nigrithorax (Warren, 1906)
- R. nitida (Pagenstecher, 1888)
- R. notula Pagenstecher, 1892
- R. nox Druce, 1898
- R. nullula (Guenée, 1877)
- R. obliqualis Hampson, 1893
- R. obliquistrigalis (Warren, 1896)
- R. oligosticha Hampson, 1893
- R. opalinula (Mabille, 1879)
- R. ornata van Eecke, 1929
- R. oxydata Jones, 1921
- R. pachystrigata Hampson, 1914
- R. pallida (Butler, 1879)
- R. parallelina Leech, 1898
- R. paullula (Pagenstecher, 1892)
- R. perlula (Guenée, 1858)
- R. pernitescens (Warren, 1897)
- R. plagiata (Warren, 1905)
- R. plinthochroa (West, 1932)
- R. plumbea (Warren, 1908)
- R. politula (Pagenstecher, 1892)
- R. polychloralis (Pagenstecher, 1892)
- R. polygraphalis (Walker, 1866)
- R. polystictalis Hampson, 1897
- R. polyterpes (West, 1932)
- R. postponens (Dyar, 1914)
- R. pudicula (Guenée, 1858)
- R. pulchelloides (Pagenstecher, 1892)
- R. punctum (Felder, Felder & Rogenhofer, 1875)
- R. quartaria (Warren, 1906)
- R. quinquelineata (Warren, 1897)
- R. ramifera (Warren, 1897)
- R. rectiviata (Warren, 1899)
- R. reticulalis Moore, 1877
- R. reticulata (Butler, 1886)
- R. rhodosticta Swinhoe, 1895
- R. rhomboidea (Warren, 1889)
- R. ritteri (Pagenstecher, 1895)
- R. roseobrunnea (Warren, 1908)
- R. roseola Whalley, 1971
- R. rotundula (Pagenstecher, 1892)
- R. rufidorsata (Warren, 1908)
- R. rufifimbria (Warren, 1901)
- R. rufigrisea (Warren, 1900)
- R. rufistrigata (Warren, 1907)
- R. ruinosa (Warren, 1908)
- R. salmo (Warren, 1904)
- R. scripta (Warren, 1898)
- R. sectilinea (Warren, 1908)
- R. semierma Schaus, 1913
- R. semiperforata (Warren, 1896)
- R. separata Warren, 1908
- R. sericatalis Rebel, 1915
- R. serraticornis (Warren, 1899)
- R. setifera Swinhoe, 1895
- R. seyrigi (Viette, 1957)
- R. shini Park & Byun, 1990
- R. sordidula (Plötz, 1880)
- R. sparsireta Hampson, 1906
- R. splendida (Butler, 1887)
- R. spurcatula (Warren, 1908)
- R. squalida (Warren, 1909)
- R. sterna (Felder, Felder & Rogenhofer, 1875)
- R. stigmatophora (Warren, 1908)
- R. striativena (Hampson, 1891)
- R. strix Viette, 1958
- R. subauratalis (Warren, 1906)
- R. subcostalis Hampson, 1893
- R. sublucens (Warren, 1908)
- R. subolivescens (Warren, 1908)
- R. subtransversalis (Warren, 1897)
- R. sugitanii Matsumura, 1921
- R. sulphurea Warren, 1898
- R. superba (Viette, 1954)
- R. taeniata (Warren, 1908)
- R. tanyvalva Chu & Wang, 1992
- R. taphiusalis (Walker, 1859)
- R. terminalis (Walker, 1865)
- R. terreola (Mabille, 1880)
- R. tetragonata (Walker, 1863)
- R. thiastoralis (Walker, 1859)
- R. tigridula (Guenée, 1858)
- R. translucida Viette, 1954
- R. tristriata (Pagenstecher, 1892)
- R. tritropha Swinhoe, 1895
- R. triumphans (Warren, 1904)
- R. umbrata Schaus, 1913
- R. uniformis Hampson, 1893
- R. unitula (Guenée, 1877)
- R. variabilis (Pagenstecher, 1886)
- R. vermiculata (Warren, 1907)
- R. viettealis Whalley, 1977
- R. viriditincta (Warren, 1908)
- R. vittula (Guenée, 1877)
- R. werneburgalis (Keferstein, 1870)
- R. ypsilon (Warren, 1899)
- R. yunnana Chu & Wang, 1981
- R. zophocrana Viette, 1957
- R. zurisana Whalley, 1971